# Sérvio Sulpício Camerino Cornuto
Sérvio Sulpício Camerino Cornuto (em latim: Servius Sulpicius Camerinus Cornutus), conhecido apenas como Camerino, foi um cônsul nos primeiros anos da República Romana (500 a.C.) juntamente com Mânio Túlio Longo.

## História
Lívio relata que não ocorreram eventos importantes durante seu mandato, mas Dionísio de Halicarnasso afirma que Camerino detectou e esmagou uma conspiração para restaurar os Tarquínios no poder. Seu companheiro, Túlio, morreu durante o mandato, deixando-o sozinho na função.
Camerino foi o primeiro cônsul da família patrícia dos Sulpícios (em latim: Sulpicii) e pode ter tomado seu nome emprestado da cidade de "Cameria" ou "Camerium", no Lácio. Foi pai de Quinto Sulpício Camerino Cornuto, cônsul em 490 a.C.